# Anthony Harding
Anthony Harding (30 giugno 2000) è un tuffatore britannico.

## Biografia
Ai Giochi olimpici giovanili di Buenos Aires 2018 ha vinto la medaglia d'argento nel concorso dei tuffi dal trampolino 3 metri, concludendo alle spalle del colombiano Daniel Restrepo García.
Ha rappresentato la nazionale britannica seniores ai Campionati europei di tuffi di Kiev 2019, dove ha vinto la medeglia di bronzo nel concorso a squadre mista con i connazionali Eden Cheng, Noah Williams e Katherine Torrance e nei 3m sincro con Jordan Houlden.
Negli anni successivi si afferma definitivamente a livello internazionale, conquistando un bronzo olimpico alle Olimpiadi di Parigi 2024, due argenti mondiali e un oro europeo, tutti nel sincro tre metri.

## Palmarès
| Anno | Manifestazione            | Sede         | Evento        | Risultato | Prestazione | Note |
| ---- | ------------------------- | ------------ | ------------- | --------- | ----------- | ---- |
| 2018 | Giochi olimpici giovanili | Buenos Aires | Trampolino 3m | Argento   | 559,50 p.   |      |
| 2018 | Giochi olimpici giovanili | Buenos Aires | Squadra mista | 12º       | 299,10 p.   |      |
| 2019 | Europei                   | Kiev         | Trampolino 1m | 16º Q     | 298,50 p.   |      |
| 2019 | Europei                   | Kiev         | Sincro 3m     | Bronzo    | 387,60 p.   |      |
| 2019 | Europei                   | Kiev         | Squadra mista | Bronzo    | 392,00 p.   |      |
| 2022 | Mondiali                  | Budapest     | Sincro 3m     | Argento   | 451,71 p.   |      |
| 2022 | Giochi del Commonwealth   | Birmingham   | Sincro 3m     | Oro       | 451,71 p.   |      |
| 2022 | Europei                   | Roma         | Sincro 3m     | Oro       | 412,83 p.   |      |
| 2023 | Mondiali                  | Fukuoka      | Sincro 3m     | Argento   | 424,62 p.   |      |
| 2024 | Olimpiadi                 | Parigi       | Sincro 3m     | Bronzo    | 422,13 p.   |      |
| 2025 | Mondiali                  | Singapore    | Sincro 3m     | Bronzo    | 405,33 p.   |      |